# La Morella (Rellinars)
La Morella és una muntanya de 646 metres que es troba entre els municipis de Sant Vicenç de Castellet (al Bages) i de Rellinars (al Vallès Occidental).